# Hatsune Miku Orchestra
『Hatsune Miku Orchestra』（ハツネ・ミク・オーケストラ）は「HMOとかの中の人。(PAw Lab,)」による音声合成ソフト「初音ミク」をボーカルに用いたイエロー・マジック・オーケストラのカバーアルバム。キャッチコピーは「20世紀に想像した、21世紀の声がここにある。」.

## 解説
2007年8月に発売された音声合成ソフト初音ミクは動画投稿サイトニコニコ動画を中心に様々な楽曲の発表に用いられているが、その中で日本のテクノポップの歴史を代表するグループであるイエロー・マジック・オーケストラ（YMO）の関連楽曲のカバーはYMOをもじったHMO（初音ミクオーケストラ＝Hatsune Miku Orchestra）と呼ばれ一つの人気ジャンルを形成している。本アルバムは初音ミク発売当初よりYMOカバーを発表しているHMOの第一人者である「HMOとかの中の人。」によるYMOカバーアルバムである。元々HMOという名前も本アルバムの作者個人をさす名称として用いられていたもので、後にHMOの単語自体が初音ミクによるYMOカバー全体を指す名称となったことから作者自身は「HMOとかの中の人。」と名乗るようになったという経緯がある。2008年にはイラストレーター・漫画家の「くぅ」とともにクリエイターユニット「PAw Laboratory」を立ち上げ、同年12月に東京ビッグサイトで開かれた大規模同人誌即売会「コミックマーケット75」などで自主制作アルバム『HMO and WORKS』を発表したが、初版・重版ともに即完売し入手困難となっており、新たに本アルバム『Hatsune Miku Orchestra』が一般販売されることとなった。
本作については、YMOメンバーである細野晴臣、坂本龍一、高橋幸宏が直接許可し、YMOとの関係の深いセニョール・ココナッツや松武秀樹も絶賛しているという。

## 製品
本アルバムは一般発売にあたり『HMO and WORKS』から手が加えられており、更に歌声には初音ミクの追加ライブラリ「初音ミクAppend」の開発の中で作られたプロトタイプの歌手ライブラリ「CV01-dark-ProtoTYPEβ」も使用されている。マスタリングはYMOを手がけたエンジニアの小池光夫が担当した。サウンドのコンセプトは、「YMOが散開せずに続いていって2000年代に散開ライブをやったら」ということをイメージしているという。
ジャケットイラストは「くぅ」が担当、YMOのデビューアルバム『イエロー・マジック・オーケストラ』米国版のジャケットを模したものとなっている。初回版はイラストが掲載された36ページ、ブック型のデジパック仕様である。なお、2011年1月にグッドスマイルカンパニーよりこのジャケットイラストを立体化したフィギュア「ねんどろいど 初音ミク アブソリュートHMO・エディション」が発売されている。

## 収録曲
| 全編曲: HMOとかの中の人。。 |                                                           |                                                |                              | |       |
| #                           | タイトル                                                  | 作詞                                           | 作曲                         | 原曲 | 時間  |
| 1.                          | 「プロパガンダ」(PROPAGANDA)                              |                                                | 細野晴臣、高橋幸宏、坂本龍一 | 映画『A Y.M.O. FILM PROPAGANDA』使用楽曲。オリジナルアルバム未収録。ライヴ音源が『アフター・サーヴィス』等に収録。 | 2:05  |
| 2.                          | 「東風」(YELLOW MAGIC (TONG POO))                         |                                                | 坂本龍一                     | 『イエロー・マジック・オーケストラ』収録。                                                                         | 5:00  |
| 3.                          | 「以心電信」(YOU'VE GOT TO HELP YOURSELF)                 | ピーター・バラカン、細野晴臣                   | 高橋幸宏、坂本龍一           | 同名シングル収録。『サーヴィス』収録。                                                                             | 4:29  |
| 4.                          | 「ビハインド・ザ・マスク」(BEHIND THE MASK)               | クリス・モスデル                               | 坂本龍一                     | 『ソリッド・ステイト・サヴァイヴァー』収録。                                                                       | 4:14  |
| 5.                          | 「中国女」(LA FEMME CHINOISE)                             | クリス・モスデル                               | 高橋ユキヒロ                 | 『イエロー・マジック・オーケストラ』収録。                                                                         | 4:59  |
| 6.                          | 「音楽」(ONGAKU)                                          | 坂本龍一                                       | 坂本龍一                     | 『浮気なぼくら』収録。                                                                                             | 3:33  |
| 7.                          | 「希望の河」(EXPEXTING RIVERS)                            | 高橋幸宏                                       | 高橋幸宏、坂本龍一           | シングル『以心電信』収録。『浮気なぼくら』収録。                                                                   | 4:28  |
| 8.                          | 「キュー」(CUE)                                           | 高橋幸宏、細野晴臣（訳詞：ピーター・バラカン） | 高橋幸宏、細野晴臣           | 同名シングル収録。『BGM』収録。                                                                                    | 4:34  |
| 9.                          | 「手掛かり」(KEY)                                         | 細野晴臣、ピーター・バラカン                   | 細野晴臣、高橋幸宏           | シングル『体操』収録。『テクノデリック』収録。                                                                     | 4:35  |
| 10.                         | 「過激な淑女」(KAGEKI NA SHUKUJO)                         | 松本隆                                         | 細野晴臣、高橋幸宏、坂本龍一 | 同名シングル収録。オリジナルアルバム未収録。                                                                       | 4:12  |
| 11.                         | 「ロータス・ラヴ」(LOTUS LOVE)                            | 細野晴臣                                       | 細野晴臣                     | 『浮気なぼくら』収録。                                                                                             | 4:11  |
| 12.                         | 「君に、胸キュン。-浮気なヴァカンス-」(KIMI NI MUNE KYUN) | 松本隆                                         | 細野晴臣、高橋幸宏、坂本龍一 | 同名シングル収録。『浮気なぼくら』収録。                                                                           | 4:30  |
| 13.                         | 「ナイス・エイジ」(NICE AGE)                              | クリス・モスデル                               | 高橋ユキヒロ、坂本龍一       | 『増殖』収録。 | 3:33  |
| 14.                         | 「テクノポリス」(TECHNOPOLIS)                             |                                                | 坂本龍一                     | 同名シングル収録。『ソリッド・ステイト・サヴァイヴァー』収録。                                                     | 1:59  |
| 15.                         | 「ライディーン」(RYDEEN)                                  |                                                | 高橋ユキヒロ                 | 同名シングル収録。『ソリッド・ステイト・サヴァイヴァー』収録。                                                     | 4:19  |
| 16.                         | タイトルなし(隠しトラック)                                |                                                |                              | | 0:24  |
| 合計時間:                   | 合計時間:                                                 | 合計時間:                                      | 合計時間:                    | 合計時間: | 61:00 |

## イベント
本アルバム及び、同日発売で「HMOとかの中の人。(PAw Lab,)」も参加しているアルバム『SHIBUYA』（BECCA feat. 初音ミク）の発売を記念して、2009年8月26日～9月17日に渋谷パルコにて「初音ミクとテクノ・デザイン展」が開催された。様々な解釈で描かれた約100枚の初音ミクのイラスト等が展示され、本アルバムで使用したパッケージイラストや未公開のラフ「君に、胸キュン。-浮気なヴァカンス-」のミュージック・ビデオも公開されている。